# Punk Freud
Punk Freud – album polskiego zespołu jazzowego Pink Freud, wydany w roku 2007. Płyta ogólnie zebrała dobre oceny w internecie i została dobrze przyjęta przez fanów i słuchaczy zespołu.
Album ten jest określany również jako jeden z energiczniejszych dokonań zespołu. Ostatni utwór jest własną wersją piosenki Charlesa Mingusa, muzyka jazzowego (z albumu Mingus Moves).

## Lista utworów
1. "Dziwny jest ten Kraj"
2. "Sex Przemoc Lęk i Niemoc"
3. "Piasek Piasek Kupa Piasku"
4. "Velvet"
5. "Wszystko Płynie Intro Woda"
6. "Wszystko Płynie"
7. "Powiedział Ełk"
8. "Porno Pogoda"
9. "Police Jazz"
10. "Canon" (Charles Mingus)